# José Antonio Pavón y Jiménez

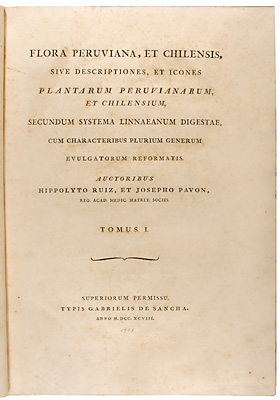
Flora Peruviana, et Chilensis.

José Antonio Pavón y Jiménez, född 22 april 1754 i Casatejada, Cáceres, död 13 mars 1840 i Madrid, var en spansk botaniker. 
Pavón var följeslagare till Hipólito Ruiz López under hans resor i Peru och Chile 1779–88 och medarbetare i hans stora verk över dessa länders flora.
Auktorsnamnet Pav. kan användas för José Antonio Pavón y Jiménez i samband med ett vetenskapligt namn inom botaniken; se Wikipediaartiklar som länkar till auktorsnamnet.